# Cerebavis cenomanica
Cerebavis cenomanica — викопний вид енанціорнісових птахів, що мешкав у кінці крейди, 97 млн років тому. Скам'янілі рештки виду знайдені у відкладеннях формації Меловатка у Волгоградській області Росії. Голотип 5028|2 складається з решток черепа.